# 丸谷智保
丸谷 智保（まるたに ともやす、1954年（昭和29年）9月24日 - ）は、日本の実業家。セイコーマート代表取締役会長。

## 来歴・人物
北海道池田町出身。父は池田町長や日本社会党参議院議員を務めた丸谷金保。
函館ラ・サール高等学校、慶應義塾大学法学部卒。1979年、北海道拓殖銀行（現在の北洋銀行・三井住友信託銀行）入行。ニューヨーク支店や国際金融部門、本部営業企画を担当。1998年の拓銀破綻後、シティバンク エヌ・エイ勤務を経て、2007年にセイコーマート専務取締役に就任。2009年にセイコーマート代表取締役社長に就任。サプライチェーンを導入、過疎地への積極出店など地域密着路線を打ち出した。2020年、同社代表取締役会長に就任。2022年に北海道経済同友会代表幹事に就任、慶大の後輩である安田光春とツートップを執った。

## 経歴
- 1979年（昭和54）
  - 4月：北海道拓殖銀行入行
- 2007年（平成19年）
  - 3月：セイコーマート入社
- 2009年（平成21年）
  - 3月：同 代表取締役社長
- 2020年（平成32年）
  - 3月：同 代表取締役会長
- 2022年（令和4年）
  - 4月：北海道経済同友会代表幹事